# Persone di nome Enrique
| Questa pagina contiene informazioni ricavate automaticamente dalle voci biografiche con l'ausilio del template Bio e di un bot. L'aggiornamento è periodico e automatico e ricostruisce completamente la pagina. Se manca una persona in questa lista, sei pregato di non aggiungerla, ma accertati piuttosto che la sua voce biografica contenga il template Bio e che i dati anagrafici siano correttamente compilati. Se il template Bio manca, inseriscilo tu stesso o, in alternativa, metti l'avviso {{tmp\|Bio}} che ne segnala la mancanza. Se i dati riportati sono sbagliati, correggi direttamente la voce biografica; le modifiche saranno visibili in questa lista entro pochi giorni. Per chiarimenti vedi il progetto antroponimi. La lista contiene solo le 238 persone che sono citate nell'enciclopedia e per le quali è stato implementato correttamente il template Bio. Pagina aggiornata al 6 ago 2025. |

Questa è una lista di persone presenti nell'enciclopedia che hanno il nome Enrique, suddivise per attività principale.

## Agronomi(1)
- Enrique Sánchez-Monge y Parellada, agronomo spagnolo (Melilla, n. 1921 - Madrid, † 2010)

## Allenatori di calcio(10)
- Quique Álvarez, allenatore di calcio e ex calciatore spagnolo (Vigo, n. 1975)
- Quique Costas, allenatore di calcio e ex calciatore spagnolo (Vigo, n. 1947)
- Enrique Fernández, allenatore di calcio e calciatore uruguaiano (Montevideo, n. 1912 - Montevideo, † 1985)
- Enrique López Zarza, allenatore di calcio e ex calciatore messicano (n. 1957)
- Enrique Meza Enriquez, allenatore di calcio e ex calciatore messicano (Città del Messico, n. 1948)
- Enrique Martín Monreal, allenatore di calcio e ex calciatore spagnolo (Pamplona, n. 1956)
- Enrique Orizaola, allenatore di calcio e calciatore spagnolo (Santander, n. 1922 - Santander, † 2013)
- Pachín, allenatore di calcio e calciatore spagnolo (Torrelavega, n. 1938 - Madrid, † 2021)
- Quique Sánchez Flores, allenatore di calcio e ex calciatore spagnolo (Madrid, n. 1965)
- Quique Setién, allenatore di calcio e ex calciatore spagnolo (Santander, n. 1958)

## Allenatori di pallacanestro(1)
- Kiki Romero, allenatore di pallacanestro messicano (Ciudad Juárez, n. 1929 - El Paso, † 1992)

## Anarchici(1)
- Enrique Flores Magón, anarchico, rivoluzionario e giornalista messicano (Teotitlán de Flores Magón, n. 1877 - Città del Messico, † 1954)

## Antifascisti(1)
- Enrique Ruano, antifascista spagnolo (Madrid, n. 1947 - Madrid, † 1969)

## Arbitri di calcio(5)
- Enrique Cáceres, arbitro di calcio paraguaiano (Buenos Aires, n. 1974)
- Enrique Escola, arbitro di calcio argentino
- Enrique Liñeyro, arbitro di calcio argentino
- Enrique Osses, arbitro di calcio cileno (Santiago del Cile, n. 1974)
- Enrique Roldán, arbitro di calcio argentino

## Architetti(5)
- Enrique Aberg, architetto e pittore svedese (Linköping, n. 1841 - Sanremo, † 1922)
- Enrique Egas, architetto spagnolo (Toledo, n. 1455 - † 1534)
- Enrique Nieto, architetto spagnolo (Barcellona, n. 1880 - Melilla, † 1954)
- Enrique María Repullés, architetto spagnolo (Madrid, n. 1845 - Madrid, † 1922)
- Enrique Segarra, architetto spagnolo (Valencia, n. 1908 - Veracruz, † 1988)

## Arcivescovi cattolici(1)
- Enrique Benavent Vidal, arcivescovo cattolico spagnolo (Quatretonda, n. 1959)

## Atleti paralimpici(2)
- Enrique Cepeda Caballero, ex atleta paralimpico cubano (L'Avana, n. 1963)
- Enrique Sánchez-Guijo, ex atleta paralimpico spagnolo (Béjar, n. 1974)

## Attivisti(1)
- Enrique Tarrio, attivista statunitense (Miami, n. 1984)

## Attori(9)
- Enrique Arce, attore spagnolo (Valencia, n. 1972)
- Enrique Ávila, attore spagnolo (Madrid, n. 1930 - † 2017)
- Enrique Diosdado, attore spagnolo (Madrid, n. 1910 - Madrid, † 1983)
- Enrique Irazoqui, attore, scacchista e antifascista spagnolo (Barcellona, n. 1944 - Barcellona, † 2020)
- Enrique Liporace, attore argentino (Buenos Aires, n. 1941 - Buenos Aires, † 2024)
- Enrique Muiño, attore spagnolo (A Laracha, n. 1881 - Buenos Aires, † 1956)
- Enrique Murciano, attore statunitense (Miami, n. 1973)
- Enrique San Francisco, attore spagnolo (Madrid, n. 1955 - Madrid, † 2021)
- Enrique Zambrano, attore, direttore del doppiaggio e doppiatore messicano (Monterrey, n. 1920 - Città del Messico, † 1968)

## Canoisti(1)
- Enrique Míguez, ex canoista spagnolo (Tui, n. 1966)

## Cantanti(3)
- Ricky Martin, cantante, attore e personaggio televisivo portoricano (San Juan, n. 1971)
- Enrique Morente, cantante spagnolo (Granada, n. 1942 - Madrid, † 2010)
- Enrique Ramil, cantante, musicista e compositore spagnolo (Galizia, n. 1984)

## Cantautori(2)
- Enrique Bunbury, cantautore spagnolo (Saragozza, n. 1967)
- Enrique Iglesias, cantautore, attore e produttore discografico spagnolo (Madrid, n. 1975)

## Cardinali(6)
- Enrique Almaraz y Santos, cardinale e arcivescovo cattolico spagnolo (La Vellés, n. 1847 - Madrid, † 1922)
- Enrique de Borja y Aragón, cardinale e vescovo spagnolo (Gandia, n. 1518 - Viterbo, † 1540)
- Enrique de Cardona, cardinale e arcivescovo cattolico spagnolo (Urgell, n. 1485 - Roma, † 1530)
- Enrique Guzman de Haros, cardinale spagnolo (Madrid, n. 1605 - Madrid, † 1626)
- Enrique Pla y Deniel, cardinale e arcivescovo cattolico spagnolo (Barcellona, n. 1876 - Toledo, † 1968)
- Enrique Reig y Casanova, cardinale e arcivescovo cattolico spagnolo (Valencia, n. 1859 - Toledo, † 1927)

## Cestisti(14)
- Quique Andreu, ex cestista spagnolo (Valencia, n. 1967)
- Enrique Baliño, cestista uruguaiano (Montevideo, n. 1928 - Montevideo, † 2018)
- Enrique Duarte, ex cestista peruviano (Jauja, n. 1938)
- Enrique Fernández Ruiz, ex cestista spagnolo (Cáceres, n. 1967)
- Enrique Freeman, cestista statunitense (Cleveland, n. 2000)
- Enrique González, ex cestista messicano (Veracruz, n. 1968)
- Enrique Grenald, ex cestista e allenatore di pallacanestro panamense (Rio Abajo, n. 1962)
- Enrique Marmentini, cestista cileno (Santiago del Cile, n. 1922 - Santiago del Cile, † 1996)
- Quique Moraga, ex cestista spagnolo (Sabadell, n. 1974)
- Enrique Parra, cestista cileno (Santiago del Cile, n. 1925 - Santiago del Cile, † 2003)
- Enrique Ramos, cestista cubano (Ciego de Ávila, n. 1989)
- Enrique Tucuna, ex cestista uruguaiano (n. 1968)
- Enrique Villalobos, ex cestista spagnolo (Madrid, n. 1965)
- Enrique Zúñiga, ex cestista e allenatore di pallacanestro messicano (Guadalajara, n. 1976)

## Ciclisti su strada(3)
- Enrique Aja, ex ciclista su strada spagnolo (Solares, n. 1960)
- Enrique Martínez Heredia, ex ciclista su strada e pistard spagnolo (Huesa, n. 1953)
- Enrique Sanz, ex ciclista su strada spagnolo (Navarra, n. 1989)

## Comici(1)
- Enrique Balbontin, comico, cabarettista e conduttore televisivo italiano (Genova, n. 1968)

## Compositori(1)
- Enrique Pinilla, compositore, direttore d'orchestra e critico musicale peruviano (Lima, n. 1927 - Lima, † 1989)

## Cuochi(1)
- Quique Dacosta, cuoco spagnolo (Jarandilla de la Vera, n. 1972)

## Diplomatici(1)
- Enrique Ruiz Guiñazú, diplomatico e politico argentino (Buenos Aires, n. 1882 - Buenos Aires, † 1967)

## Direttori d'orchestra(2)
- Enrique Bátiz Campbell, direttore d'orchestra e pianista messicano (Città del Messico, n. 1942 - † 2025)
- Enrique Jordá, direttore d'orchestra spagnolo (San Sebastián, n. 1911 - Bruxelles, † 1996)

## Dirigenti sportivi(3)
- Enrique Flamini, dirigente sportivo, allenatore di calcio e calciatore argentino (Rosario, n. 1917 - Roma, † 1982)
- Enrique Pardo, dirigente sportivo argentino (Buenos Aires, † 1980)
- Enrique Zanni, dirigente sportivo argentino (Buenos Aires, † 1951)

## Drammaturghi(1)
- Enrique Jardiel Poncela, drammaturgo spagnolo (Madrid, n. 1901 - Madrid, † 1952)

## Economisti(1)
- Enrique V. Iglesias, economista e politico spagnolo (Arancedo, n. 1930)

## Fumettisti(4)
- Enrique Alcatena, fumettista argentino (Buenos Aires, n. 1957)
- Enrique Badía Romero, fumettista spagnolo (Barcellona, n. 1930 - Barcellona, † 2024)
- Enrique Breccia, fumettista, pittore e illustratore argentino (Buenos Aires, n. 1945)
- Enrique Sánchez Abulí, fumettista e scrittore francese (Palau-del-Vidre, n. 1945)

## Generali(7)
- Enrique Castro, generale uruguaiano (Dipartimento di Florida, n. 1817 - Montevideo, † 1888)
- Enrique Estrada, generale e politico messicano (Moyahua de Estrada, n. 1890 - Città del Messico, † 1942)
- Enrique Gorostieta Velarde, generale messicano (Monterrey, n. 1890 - Atotonilco el Alto, † 1929)
- Enrique Líster, generale e politico spagnolo (Teo, n. 1907 - Madrid, † 1994)
- Enrique Mosconi, generale e ingegnere argentino (Buenos Aires, n. 1877 - Buenos Aires, † 1940)
- Enrique José O'Donnell, generale spagnolo (San Sebastián, n. 1769 - Montpellier, † 1834)
- Enrique Peñaranda del Castillo, generale e politico boliviano (Larecaja, n. 1892 - Madrid, † 1969)

## Ginnasti(1)
- Tomás González, ginnasta cileno (Santiago del Cile, n. 1985)

## Giocatori di baseball(1)
- Enrique Hernández, giocatore di baseball portoricano (San Juan, n. 1991)

## Giocatori di calcio a 5(1)
- Kike Boned, ex giocatore di calcio a 5 spagnolo (Valencia, n. 1978)

## Giocatori di polo(1)
- Enrique Padilla, giocatore di polo argentino (n. 1890)

## Giornalisti(2)
- Enrique Labrador Ruiz, giornalista e scrittore cubano (Sagua la Grande, n. 1902 - Miami, † 1991)
- Enrique Santos Montejo, giornalista colombiano (Bogotà, n. 1886 - Bogotà, † 1971)

## Giuristi(1)
- Enrique Luño Peña, giurista spagnolo (Villar de los Navarros, n. 1900 - Barcellona, † 1985)

## Militari(1)
- Enrique B. Moreno, militare, diplomatico e politico argentino (Tacna, n. 1846 - Alta Gracia, † 1923)

## Modelli(1)
- Enrique Palacios, modello venezuelano (Caracas, n. 1975)

## Musicisti(1)
- Enrique Santos Discépolo, musicista, compositore e regista argentino (Buenos Aires, n. 1901 - Buenos Aires, † 1951)

## Musicologi(1)
- Enrique Máximo García, musicologo e storico dell'arte spagnolo (Murcia, n. 1954 - Murcia, † 2008)

## Ostacolisti(1)
- Enrique Llopis, ostacolista spagnolo (Gandia, n. 2000)

## Pallanuotisti(2)
- Enrique Granados Gal, pallanuotista spagnolo (Barcellona, n. 1898 - Madrid, † 1953)
- Enrique Pereira, pallanuotista uruguaiano (Montevideo, n. 1909 - Montevideo, † 1983)

## Pallavolisti(2)
- Enrique Escalante, pallavolista portoricano (San Juan, n. 1984)
- Enrique de la Fuente, ex pallavolista spagnolo (Vigo Pontevedra, n. 1975)

## Piloti automobilistici(1)
- Enrique Bernoldi, ex pilota automobilistico brasiliano (Curitiba, n. 1978)

## Piloti di rally(1)
- Enrique García Ojeda, pilota di rally spagnolo (Los Corrales de Buelna, n. 1972)

## Piloti motociclistici(1)
- Enrique Jerez, pilota motociclistico spagnolo (Cartagena, n. 1986)

## Pittori(2)
- Enrique Serra Auqué, pittore spagnolo (Barcellona, n. 1858 - Roma, † 1918)
- Enrique Simonet, pittore spagnolo (Valencia, n. 1866 - Madrid, † 1927)

## Poeti(4)
- Enrique Cadícamo, poeta e scrittore argentino (Luján, n. 1900 - Buenos Aires, † 1999)
- Enrique González Martínez, poeta messicano (Guadalajara, n. 1871 - Città del Messico, † 1952)
- Enrique Larreta, poeta, drammaturgo e diplomatico argentino (Buenos Aires, n. 1875 - Buenos Aires, † 1961)
- Enrique Lihn, poeta cileno (Santiago del Cile, n. 1929 - Santiago del Cile, † 1988)

## Politici(10)
- Enrique Barón Crespo, politico spagnolo (Madrid, n. 1944)
- Enrique Bolaños, politico nicaraguense (Masaya, n. 1928 - Masaya, † 2021)
- Enrique Cojuangco, politico e imprenditore filippino (Paniqui, n. 1941 - Pasig, † 2015)
- Henry B. Gonzalez, politico statunitense (San Antonio, n. 1916 - San Antonio, † 2000)
- Enrique de Guzmán, politico e nobile spagnolo (Madrid, n. 1540 - Madrid, † 1607)
- Enrique Múgica, politico spagnolo (San Sebastián, n. 1932 - Madrid, † 2020)
- Enrique Olaya Herrera, politico colombiano (Guateque, n. 1880 - Roma, † 1937)
- Enrique Peña Nieto, politico messicano (Atlacomulco de Fabela, n. 1966)
- Enrique Wong, politico peruviano (Lima, n. 1941 - Callao, † 2024)
- Enrique de Aguilera y Gamboa, politico spagnolo (Madrid, n. 1845 - † 1922)

## Poliziotti(1)
- Enrique Camarena, poliziotto e militare statunitense (Mexicali, n. 1947 - Angostura, † 1985)

## Presbiteri(3)
- Enrique Figaredo Alvargonzález, presbitero e missionario spagnolo (Gijón, n. 1959)
- Enrique Flórez, presbitero, storico e numismatico spagnolo (Valladolid, n. 1701 - Madrid, † 1773)
- Enrique Antonio de Ossó y Cervelló, presbitero spagnolo (Vinebre, n. 1840 - Gilet, † 1896)

## Produttori cinematografici(2)
- Enrique Cerezo, produttore cinematografico e dirigente sportivo spagnolo (Madrid, n. 1948)
- Enrique Piñeyro, produttore cinematografico italiano (Genova, n. 1956)

## Psichiatri(1)
- Enrique Pichon-Rivière, psichiatra argentino (Ginevra, n. 1907 - Buenos Aires, † 1977)

## Pugili(2)
- Enrique Regüeiferos, pugile cubano (L'Avana, n. 1948 - † 2002)
- Enrique Rodríguez, pugile spagnolo (Candás, n. 1951 - Avilés, † 2022)

## Registi(5)
- Enrique Buchichio, regista e sceneggiatore uruguaiano (Montevideo, n. 1973)
- Enrique Carreras, regista peruviano (Lima, n. 1925 - Buenos Aires, † 1995)
- Kike Maíllo, regista, sceneggiatore e produttore cinematografico spagnolo (Barcellona, n. 1975)
- Enrique Santos, regista spagnolo (Valencia, n. 1883 - † 1925)
- Enrique Urbizu, regista e sceneggiatore spagnolo (Bilbao, n. 1962)

## Rugbisti a 15(1)
- Enrique Rodríguez, rugbista a 15 e allenatore di rugby a 15 argentino (Córdoba, n. 1952)

## Schermidori(3)
- Enrique Lugo, ex schermidore cubano (n. 1938)
- Enrique Salvat, ex schermidore cubano (n. 1950)
- Enrique da Silva, ex schermidore venezuelano (n. 1976)

## Scrittori(12)
- Enrique Amorim, scrittore uruguaiano (Salto, n. 1900 - Salto, † 1960)
- Enrique Anderson Imbert, scrittore e critico letterario argentino (Córdoba, n. 1910 - Buenos Aires, † 2000)
- Enrique Congrains Martín, scrittore peruviano (Lima, n. 1932 - Cochabamba, † 2009)
- Enrique Dussel, scrittore e filosofo argentino (La Paz, n. 1934 - Città del Messico, † 2023)
- Enrique Estrázulas, scrittore, drammaturgo e giornalista uruguaiano (Montevideo, n. 1942 - Montevideo, † 2016)
- Enrique Gaspar, scrittore e diplomatico spagnolo (Madrid, n. 1842 - Oloron-Sainte-Marie, † 1902)
- Enrique Gil y Carrasco, scrittore spagnolo (Villafranca del Bierzo, n. 1815 - Berlino, † 1846)
- Enrique Páez, scrittore spagnolo (Madrid, n. 1955)
- Enrique Serna, scrittore e saggista messicano (Città del Messico, n. 1959)
- Enrique Serpa, scrittore, giornalista e fotografo cubano (L'Avana, n. 1900 - † 1968)
- Enrique José Varona, scrittore, filosofo e politico cubano (Puerto Príncipe, n. 1849 - L'Avana, † 1933)
- Enrique Vila-Matas, scrittore e saggista spagnolo (Barcellona, n. 1948)

## Scultori(1)
- Enrique Cabrera, scultore messicano (Poza Rica de Hidalgo, n. 1974)

## Tennisti(2)
- Enrique Maier, tennista spagnolo (Barcellona, n. 1910 - Madrid, † 1981)
- Enrique Morea, tennista argentino (Buenos Aires, n. 1924 - † 2017)

## Tuffatori(1)
- Enrique Rojas, tuffatore venezuelano (n. 1988)

## Velocisti(1)
- Enrique Figuerola, ex velocista cubano (Santiago di Cuba, n. 1938)

## Vescovi cattolici(1)
- Enrique Angelelli, vescovo cattolico argentino (Córdoba, n. 1923 - Sañogasta, † 1976)

## Viaggiatori(1)
- Enrique di Malacca, viaggiatore malese (Sumatra)

## Violinisti(1)
- Enrique Fernández Arbós, violinista, compositore e direttore d'orchestra spagnolo (Madrid, n. 1863 - San Sebastián, † 1939)

## Senza attività specificata(1)
- Enrique Pérez de Guzmán, II duca di Medina Sidonia, duca († 1492)